# Tòa thị chính Mới (München)

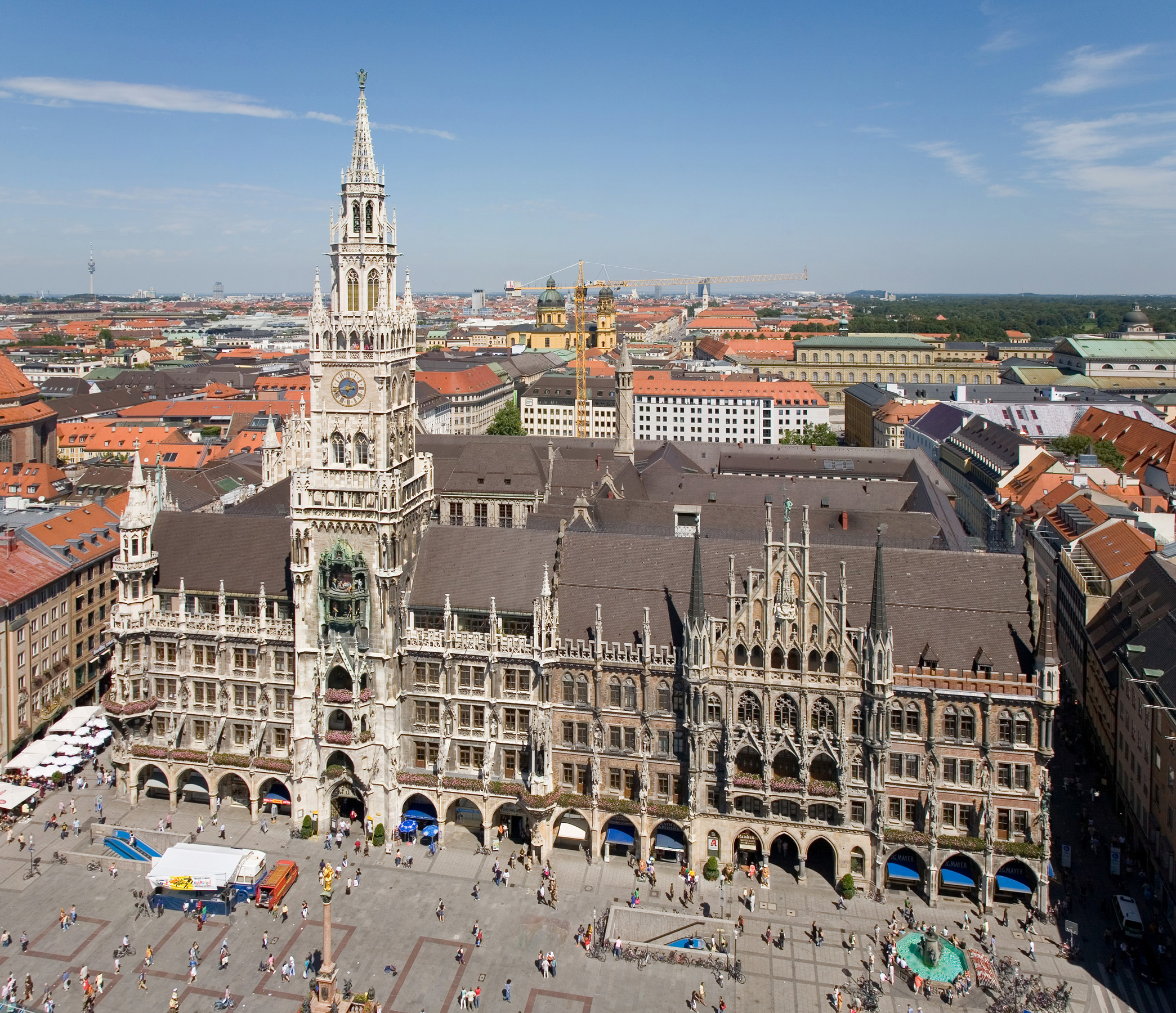
Tòa thị chính Mới và Marienplatz (2006)

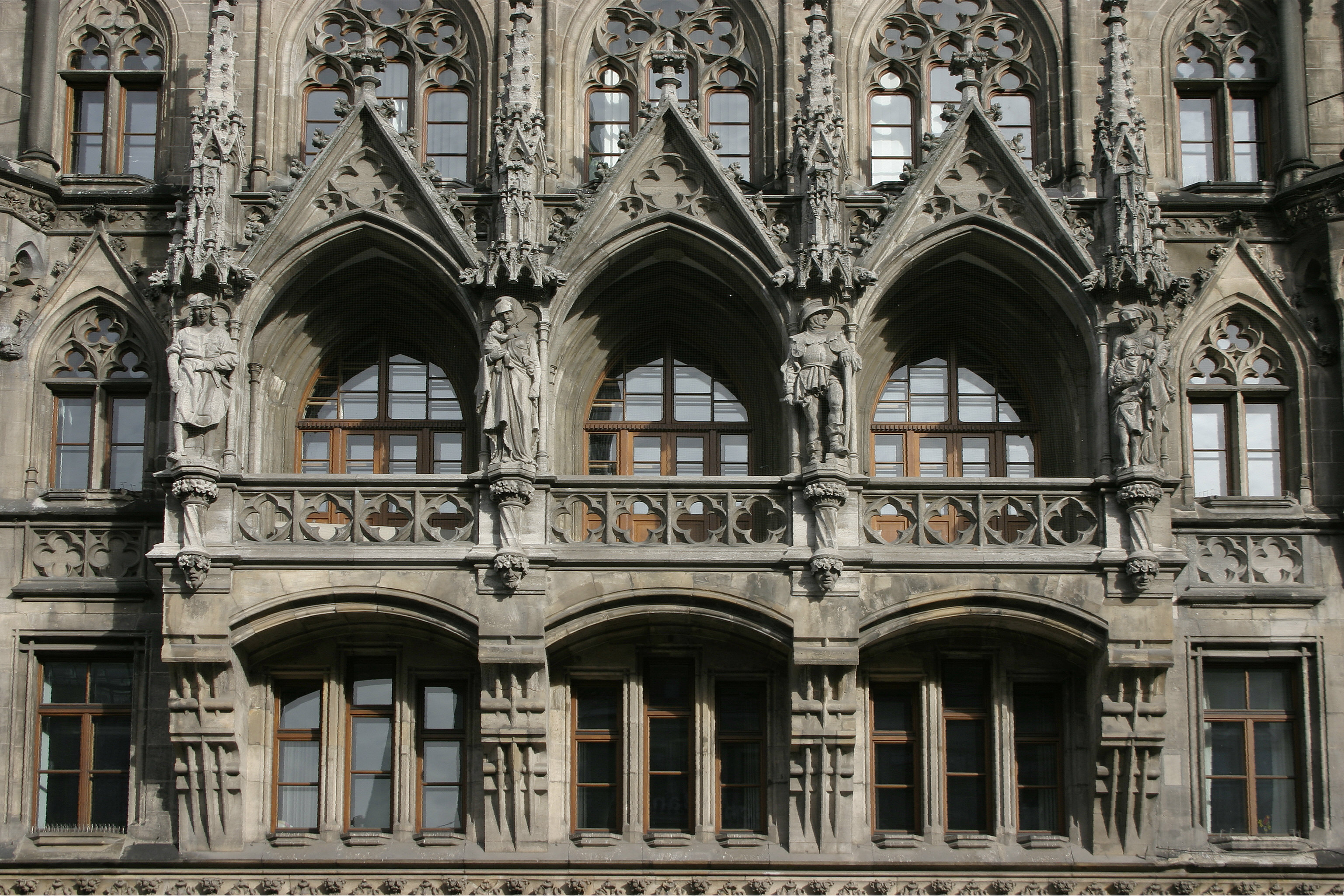
Chi tiết mặt tiền trên cổng trước.

Tòa thị chính Mới (tiếng Đức: Neues Rathaus) là tòa thị chính ở cạnh Bắc của Marienplatz ở München, Bayern, Đức. Nó là trụ sở của chính quyền thành phố, bao gồm hội đồng thành phố, văn phòng của thị trưởng và một phần của cơ quan hành chính. Nó thay thế Tòa thị chính Cũ năm 1874.

## Kiến trúc
Nó được xây dựng giữa năm 1867 và 1908 bởi Georg von Hauberrisser trong một phong cách kiến trúc Tân Gothic. Nó có diện tích 9159 m² và 400 phòng. Mặt tiền chính dài 100 mét về phía Marienplatz được trang trí lộng lẫy. Nó cho thấy Công tước nhà Welfen Heinrich Sư tử, và gần như toàn bộ các dòng của triều đại Wittelsbach ở Bayern và là chu kỳ hoàng gia lớn nhất lớn trong một hội trường thị trấn Đức. Mặt tiền chính nằm về phía quảng trường, trong khi mặt sau liền kề với một công viên nhỏ (Marienhof). Tầng hầm gần như hoàn toàn bị chiếm đóng bởi một nhà hàng lớn có tên Ratskeller. Trên tầng trệt, một số phòng được thuê cho các doanh nghiệp nhỏ. Ngoài ra, nằm ở tầng trệt là phòng thông tin du lịch lớn.
Tầng đầu tiên có một ban công lớn hướng tới Marienplatz, được sử dụng cho các lễ hội lớn: ví dụ như giải vô địch bóng đá hoặc cho buổi hòa nhạc trong chợ Giáng sinh. Tháp chính của nó có chiều cao 85 m và có một thang máy cho du khách. Trên đỉnh có Münchner Kindl. Rathaus-Glockenspiel, được trình diễn bởi một bộ máy hàng ngày lúc 11 giờ sáng, 12:00 và 17:00, là một điểm thu hút khách du lịch.